# Ve siècle av. J.-C.
Voir aussi : Liste des siècles, Numération romaine
Le Ve siècle av. J.-C., surnommé, pour la Grèce, le siècle de Périclès, commence le 1er janvier 500 av. J.-C. et finit le 31 décembre 401 av. J.-C.

## Événements

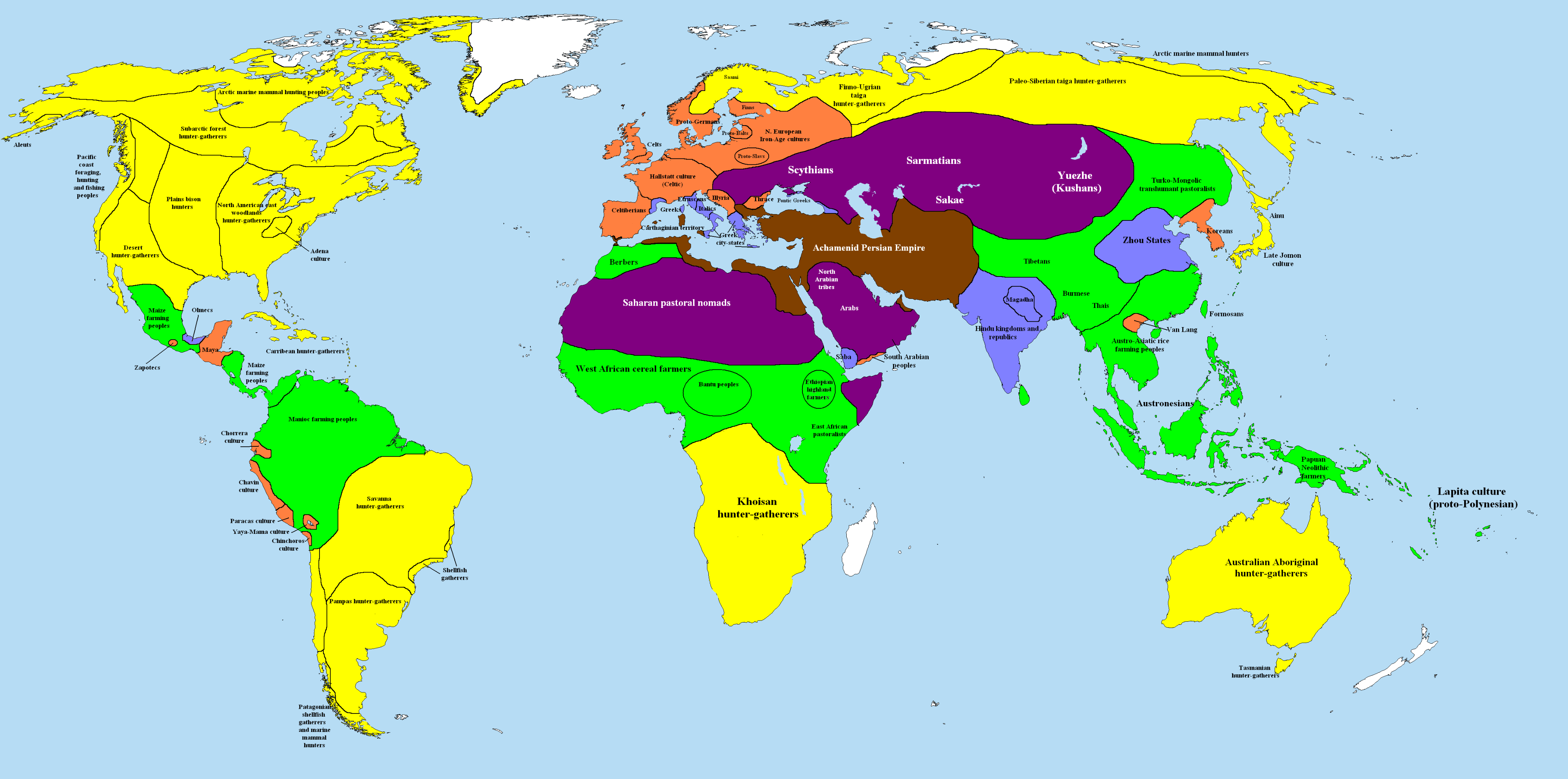
Le monde vers 500 av. J.-C.

- Refroidissement subatlantique entre 500 et 100 av. J.-C. Avancée des glaciers du Groenland, des Alpes, de Suède, d’Islande, de Nouvelle-Zélande et de Patagonie entre 500 et 300 av. J.-C.[1]
- 525-404 av. J.-C. : première domination perse en Égypte (XXVIIe dynastie)[2].
- 500-400 av. J.-C. : destruction rituelle de la cité olmèque de La Venta. Les Épi-Olmèques succèdent aux Olmèques à Tres Zapotes[3].
- 500-200 av. J.-C. : première phase de la civilisation zapotèque. Établis dans l’actuel État d’Oaxaca, les Zapotèques construiront plus de deux cents centres urbains. Temple des Danzantes (danseurs) à Monte Albán, vaste tertre à sommet plat flanqué de plus de 150 dalles montrant des hommes nus figurés en d’étranges postures, comme s’ils dansaient ou nageaient[4].

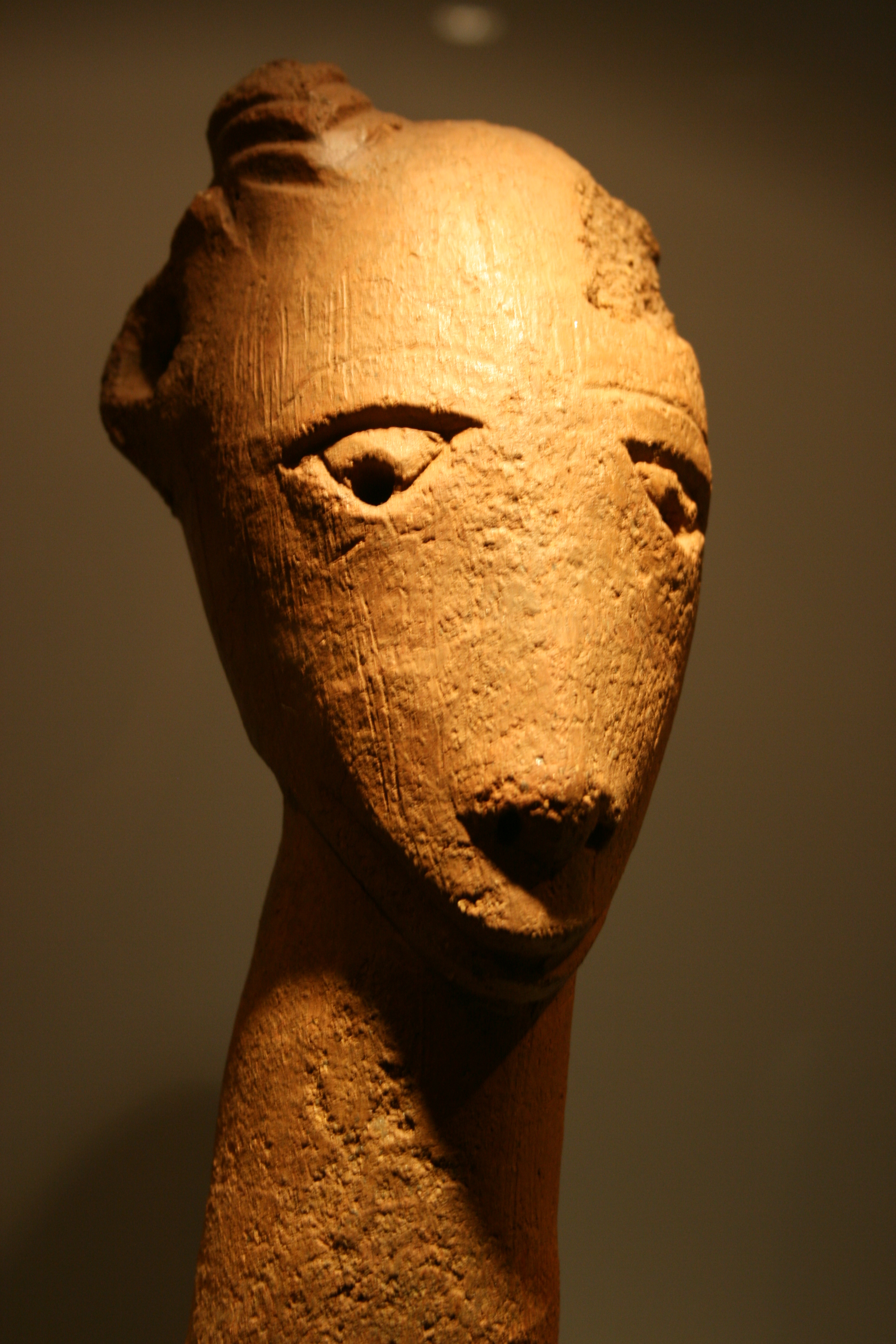
Sculpture de civilisation Nok.

- 500-200 av. J.-C. : les peuples de la civilisation Nok, centrés sur le plateau de Jos, au Nigeria pratiquent la métallurgie du fer en exploitant le minerai de fer latéritique très abondant dans la région[5]. En 1943, des mineurs d’étain découvrent à Nok des statuettes de terre cuite d’une grande beauté et d’une indéniable unité de style, qui pour la plupart représentent des têtes ou des personnages. On découvre à leurs côtés des traces d’industrie du fer remontant aux environs de 500 av. J.-C. pour les plus anciennes. Un peu plus tard sont exhumés une dizaine de hauts-fourneaux qui ont servi à la fonte des minerais (Taruga, 440 à 280 av. J.-C.)[6]. L’usage du fer reste cependant assez limité, et le peuple de Nok utilise encore des haches de pierre polie. L’hypothèse selon laquelle le peuple de Nok aurait découvert sans aide extérieure la manière de traiter le minerai de fer est vraisemblable, mais l’influence de Méroé ne peut être totalement écartée, des contacts existant entre le Soudan nilotique et le Soudan tchadien[7].

- Vers 500 av. J.-C. : réalisation des tambours de bronze de Dong Son (Viêt Nam du Nord)[8].

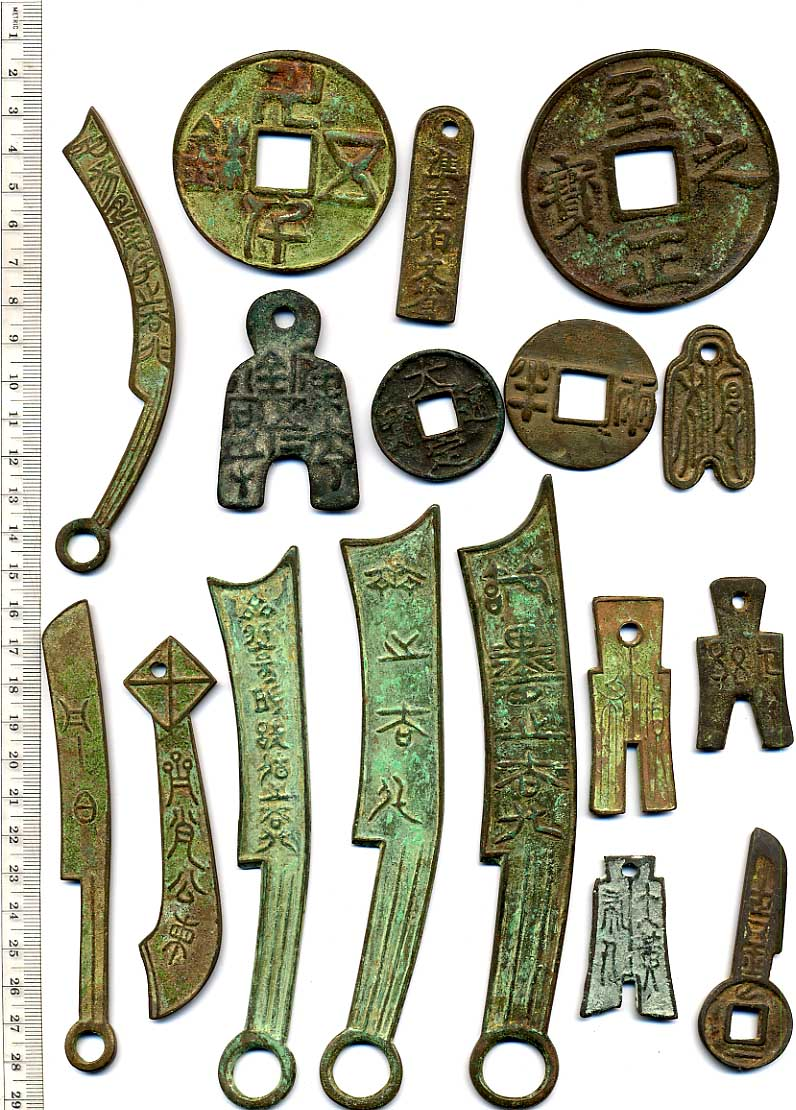
Anciennes monnaies chinoises

- 475-221 av. J.-C. : période des Royaumes combattants en Chine[9]. Au début du siècle, l’autorité des rois Zhou n’a cessé de s’affaiblir depuis 771 av. J.-C. pour ne plus s’exercer que sur les environs de Luoyang. Hors de ce mince territoire la royauté n’est plus qu’un symbole. À l’issue de la période des Printemps et Automnes, sept royaumes émergent, qui se combattent pendant 280 ans (403 à 221), jusqu’à la victoire finale de Qin et l’unification de la Chine en 221 av. J.-C. Du Ve au IIIe siècle av. J.-C., le paysage et les conditions naturelles de la Chine connaissent une transformation rapide et complète : d’immenses superficies de forêts sont défrichées, asséchées, mises en culture et souvent irriguées. Les terres cultivées en viennent à se toucher aux frontières des royaumes. La population de la Chine jusqu’au bassin du Yangzi Jiang s’accroît rapidement en dépit des guerres meurtrières. Les villes agrandissent leurs murailles, se peuplent et s’entourent d’une deuxième enceinte de remparts. Des murailles défensives (Changcheng) sont construites dans les États de Chu et de Qi (Grande muraille de Qi), ainsi que des barrages, des digues et des canaux pour irriguer et contenir les crues. Les forgerons chinois utilisent à grande échelle le procédé de la fonte de fer pour produire d’énormes quantités d’armes et d’outils, ce qui va permettre d’accroître considérablement la productivité des terres agricoles et permettre le développement des villes et des agglomérations[10]. L’utilisation de la monnaie commence, avec au départ l’utilisation d’épées, de couteaux miniatures et de bêches de bronze portant une inscription indiquant leur origine[11]. La période est considérée comme celle du premier âge d’or de la philosophie chinoise, celle des « Cent écoles de pensée » dont les principaux courants sont le confucianisme, le légisme, le moïsme, cosmologisme Yin-Yang[12].

- 450 av. J.-C.-1 : période Yayoi moyen au Japon[13]. La population dans le nord de Kyushu se regroupe en villages agricoles. Un réseau de production et d’échanges (haches, faucilles de pierre) et un système de chefferies se mettent en place. Des miroirs de bronze originaires de Corée, puis de Chine, se retrouvent dans les tombes des élites japonaises à partir du Yayoi moyen jusqu’au Kofun ancien[14].

- Vers 450 av. J.-C. : Méroé, capitale du royaume de Koush, devient un centre majeur pour le travail du fer (un morceau de charbon de bois et des débris de poteries trouvés à la base d'un important tas de scories de fer est daté de 514 ± 73 av. J.-C. À [6].
- Du Ve au IVe siècle av. J.-C., grâce aux libertés qui règnent dans l'empire Perse, la Judée et la Samarie deviennent plus florissantes. Les Juifs restaurent Jérusalem (reconstruite à partir de 445 av. J.-C.) et son Temple (reconstruit dès 516 av. J.-C.). Le grand prêtre de Jérusalem est nommé administrateur de la province perse de Judée, ce qui fait d’elle une théocratie[15].

### Europe

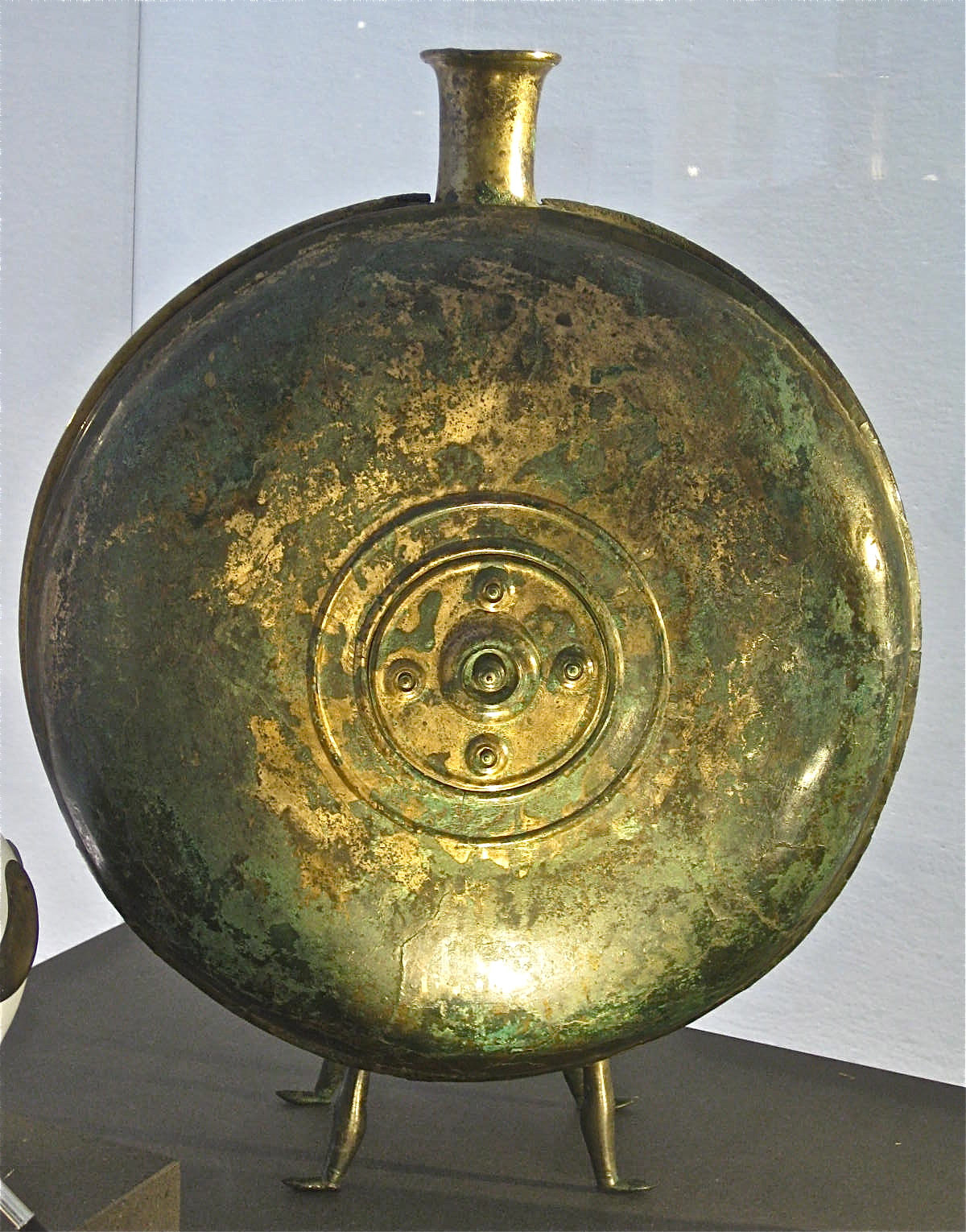
Le vin, transporté sous forme de concentré aromatisé dans des amphores, remplace l’hydromel dans la cérémonie traditionnelle celtique du symposium. Des traces en sont présentes dans le fond de la gourde du prince de Hallein. Des vaisselles grecques et étrusques (œnochoé) sont utilisées lors des repas de fête et de funérailles princières.

- 525-425 av. J.-C. : civilisation de La Tène A[17] ; début du second âge du fer, considérée comme l’apogée de la civilisation celtique. Les sépultures comprennent des chariots et des armes, mais sont moins riches que celles de la période de Hallstatt. La plus forte densité de tombes princières de La Tène A1a, (480 à 450 av. J.-C. environ), se trouve sur la rive gauche du Rhin, dans les collines de l’Hunsrück et de l’Eifel, et dans la vallée de la Sarre[18]. Un groupe de Celtes se distingue par son dynamisme et son conservatisme (fin VIe siècle-milieu IVe siècle). La concentration de tombes riches y est la plus grande pour l’époque, sous des tumulus souvent groupés, et parfois en relation avec des habitats fortifiés. Les princes y sont inhumés suivant le rite des Celtes anciens. Torques, bracelets, fibules en or, éléments de ceinture, de char en bronze ou en fer, y abondent. La même civilisation s’épanouit en Bohême, où des villes fortifiées, comme Závist, s’édifient ou se reconstruisent, en Champagne (Somme-Bionne, Lavau), dans les Ardennes (Altrier au Luxembourg, Eygenbilsen dans le Limbourg) et en Autriche Occidentale (Dürrnberg près de Hallein). Les sépultures princières féminines fournissent des vestiges étonnants : celle de Bad Dürkheim au Ve siècle (trépied et stamnos étrusque, torques et bracelet en or), de la tombe princière de Reinheim (début IVe siècle), de Waldalgesheim (fin IVe siècle)[16]. Le géographe grec Hécatée de Milet (548/475 av. J.-C.) mentionne pour la première fois les Celtes au VIe siècle av. J.-C. ; la première mention certaine est faite par Hérodote (V. 480/425 av. J.-C.)[19].

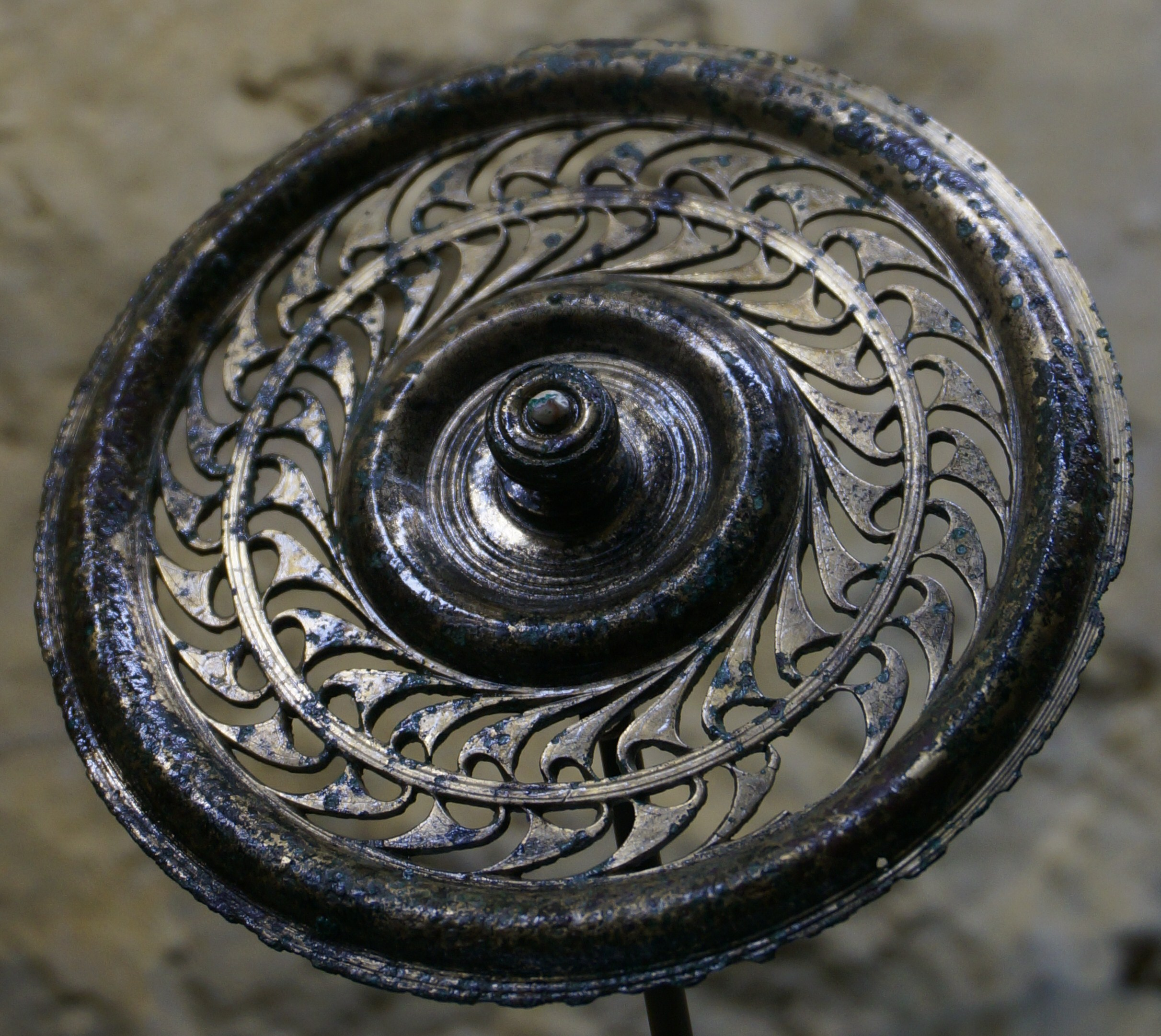
Phalère du, tombe à char de Bourcq.

- - Au Ve siècle, grâce aux innovations techniques, l’art celte sort définitivement de l’art géométrique. Les lignes se courbent, se libèrent. Les thèmes orientaux sont introduits : l’arbre de vie entouré d’oiseaux, de gardiens monstrueux ou de dragons ; le maître des animaux ; la palmette ; la fleur de lotus ; le thème du masque humain. Présent de la Champagne jusqu’en Bohême et aux confins des Carpates, ils trahissent des modifications profondes dans les croyances. Le nouvel emploi du compas à pointe sèche permet de réaliser des décors complexes (phalères). Les thèmes se différencient selon les régions : fibules à double face symétriques produites dans le Rhin moyen, fibules à arc asymétrique dans l’Est ; sangliers, oiseaux en vol ou fibules en forme de chaussures à Dürrnberg ; décors figuratifs fantastique en Bohême, mais rares en Suisse et en Champagne ; vases à pied fait à la tournette et peint en rouge de larges décors curvilignes en Champagne et dans les Ardennes, poteries noires d’Armorique, qui reproduisent les vaisselles métalliques et s’ornent de petits motifs poinçonnés ou de décors incisés à base de palmettes[16].
- Vers 505-400 av. J.-C. : colonisation de la Frise ; apparition d’une culture homogène et isolée, attribuée à des proto-Frisons[20]. Confrontés à la remontée des eaux, ils s’établissent sur des collines artificielles, les terpen, sites de défense, d’habitat et de stockage, qui sont le centre d’une économie complexe fondée sur l’élevage, la pêche, le commerce maritime et l’exploitation du sel marin.
- Vers 500 av. J.-C. : disparition de l’âge prospère du Bronze danois, peut-être liée à la détérioration subatlantique du climat qui devient plus froid et plus humide. Début de l’âge du fer pré-romain en Scandinavie (500-0 av. J.-C.)[21].

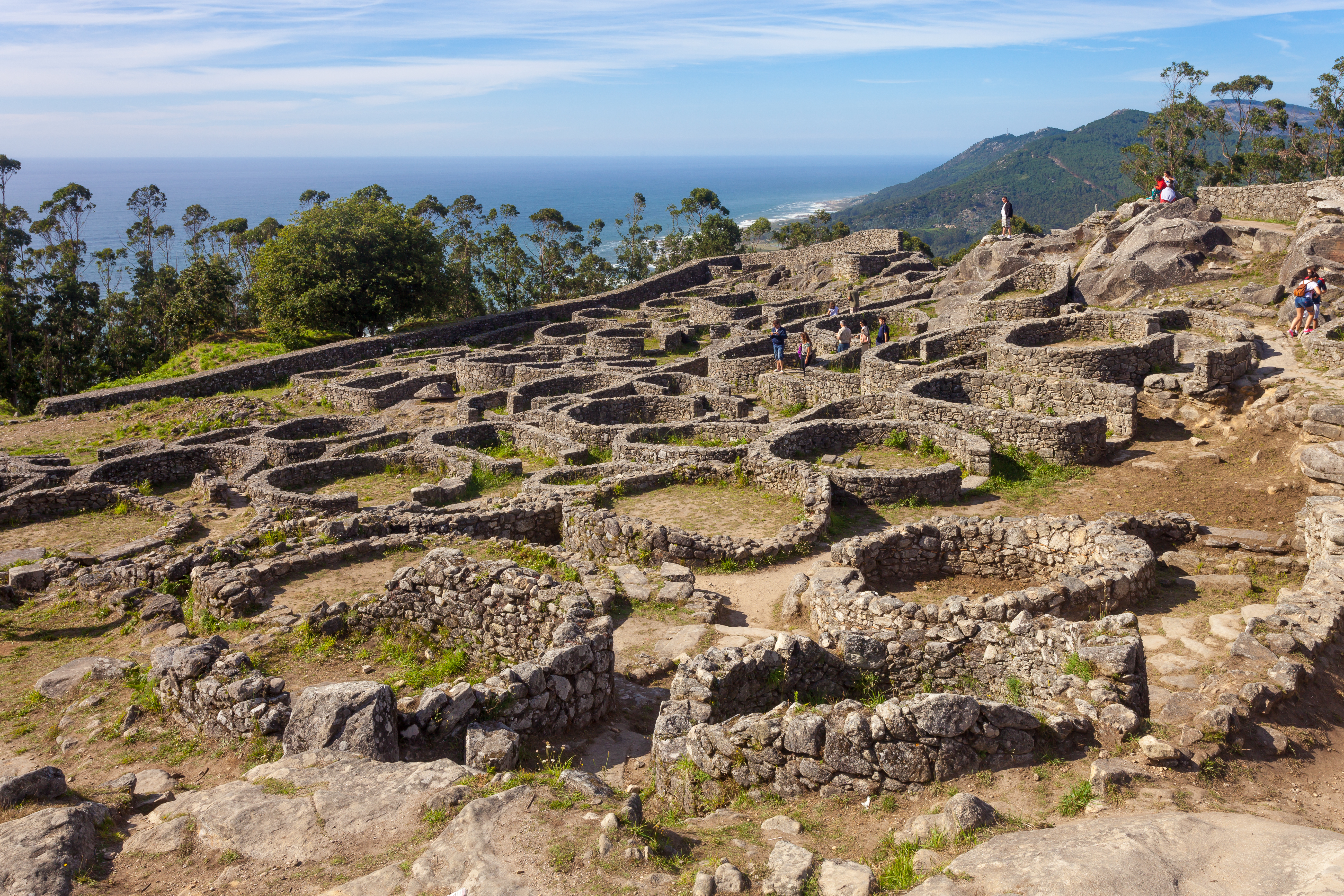
Le castro de Santa Trega, en Galice.

- Vers 500 av. J.-C. : multiplication des trésors de torques et des sites fortifiés celtiques dans le centre et l’ouest de l’Espagne à partir de 500 av. J.-C.. Des sculptures massives, dites celtibériques, proviennent de ces castros ; elles représentent des sangliers, des taureaux et des guerriers hiératiques tenant un bouclier et arborant un torque[16].

- Vers 499-496 av. J.-C. : bataille du lac Régille opposant la République romaine à Tarquin le Superbe et ses partisans aidés par les Latins. Vaincu, l'ancien roi déchu s'exile à Cumes, où il meurt en 495 av. J.-C.
- 480-404 av. J.-C. : siècle de Périclès[23]. Périclès est élu 15 fois stratège de la cité d'Athènes de 443 à sa mort en 429 av. J.-C., qui connaît son apogée économique, intellectuel, artistique et militaire. Après les Guerres médiques, Athènes crée la Ligue de Délos avec ses alliés. Mais, après la longue guerre du Péloponnèse, elle perd définitivement sa puissance militaire. Au plus fort de sa démographie, la ville abrite à peu près 400 000 personnes, dont 300 000 esclaves et 50 000 métèques (compris femmes et enfants).
- 480-450 av. J.-C. : période de « style sévère » dans la sculpture grecque classique[24].
- Vers 475-300 av. J.-C. : époque classique étrusque[25]. Dans les nécropoles, les tombes s’alignent désormais le long des voies et les grands cercles funéraires (tumuli) sont remplacés progressivement par des tombes a dado (en « cube ») plus petites (Caeré, Orvieto). Les villes s'organisent en plan quadrillé sur le modèle grec (Misano). Ces changements peuvent s'interpréter comme le témoignage d'une évolution des hiérarchies sociales et urbaines dans un contexte de crise, qui aboutit à une société plus démocratique[26]. Après 450 av. J.-C., le commerce des cités d’Étrurie avec l’Attique est sur le déclin, mais celui des cités de la plaine du Pô, Bologne ou Spina, prospère[27].
- 450-430 av. J.-C. : période du « haut-classicisme » dans la sculpture grecque classique[24].
- 430-370 av. J.-C. : période du maniérisme post-classique dit « style riche » dans la sculpture grecque classique[24].

- L’agglomération de Kamenskoïe, un centre d’artisanat et de commerce scythe sur les rives du Dniepr, au nord de la mer Noire, a une enceinte fortifiée et 12 km² de superficie[28]. Elle est occupée sans interruption du Ve au IIe siècle av. J.-C.[29].

## Personnages significatifs
- Alcamène, sculpteur grec.
- Alcibiade, homme politique grec.
- Amyrthée, pharaon d'Égypte.
- Anaxagore, Leucippe, Démocrite, philosophes présocratiques fondateurs de l'atomisme.
- Archélaos de Milet, Timée, philosophes de l’école ionienne. Zénon d'Élée, Mélissos de Samos, Timon le Misanthrope, philosophes.
- Aristophane, poète comique grec.
- Artémise Ire, reine d'Halicarnasse en Carie.
- Aspasie, courtisane cultivée, compagne de Périclès qui acquit une grande influence sur la politique athénienne de son époque.
- Bacchylide de Céos, poète.
- Brygos, Douris, peintres de vases.
- Callimaque, sculpteur, orfèvre et peintre grec.
- Calamis, sculpteur grec.
- Corinne, poétesse et maîtresse de Pindare.
- Cratinos, Cratès, poètes comiques athéniens.
- Ctésias, historien et médecin de Cyrus et d’Artaxerxès II.
- Darius Ier, Grand Roi de Perse.
- Hérodote, historien.
- Hippase de Métaponte, mathématicien disciple de Pythagore qui aurait divulgué les quantités incommensurables (nombre irrationnel) en cherchant la racine carrée de deux[30].
- Hippocrate (460 – 370 av. J.-C.), considéré traditionnellement comme le « père de la médecine ».
- Léonidas Ier (540 – 480 av. J.-C.), roi de Sparte. Il meurt lors de la bataille des Thermopyles contre les Perses.
- Lysandre, général spartiate.
- Méton, astronome athénien.
- Miltiade le Jeune, stratège grec vainqueur de Marathon.
- Mnésiclès, architecte.
- Myron, Polyclète, Phidias, sculpteurs.
- Panyasis, poète épique.
- Parménide d'Élée, philosophe grec (né vers 520/510 av. J.-C.).
- Périclès (Athénien, v. 495 à 429 av. J.-C.). Les historiens appellent le Ve siècle av. J.-C. le « siècle de Périclès. »
- Philolaos, astronome pythagoricien et philosophe.
- Phrynichos le Tragique poète tragique athénien.
- Polygnote, Parrhasios, Zeuxis, peintres.
- Protagoras d’Abdère, Prodicos de Céos, Hippias d'Élis, Antiphon l’Athénien, Alcidamas, Gorgias, Thrasymaque, Kallikratis, Kritias, philosophes sophistes installés à Athènes.

- Socrate (Athénien, vers -469 à -399) est considéré comme le fondateur de la philosophie occidentale. Il est connu grâce aux ouvrages de son disciple Platon.
- Sophocle, Eschyle, Euripide, les tragiques grecs.

- Thémistocle, homme d'État et stratège athénien.
- Thucydide, historien et homme politique athénien.
- Xerxès Ier, Grand Roi de Perse.
- Zénon d'Élée, connu par les paradoxes transmit par Aristote

## Inventions, découvertes, introductions
- Vers 500-400 av. J.-C. :
  - premières inscriptions hiéroglyphiques à Monte Albán, au Mexique[31].
  - la technique du travail du fer est introduite en Corée à partir de la Chine[32].
- Vers 500 av. J.-C. :
  - en Chine, le légiste Fan Li, ministre du roi de Yue, préconise « l’enrichissement de l’État et le renforcement des armées »[33].
  - adoption de l’alphabet grec avec les voyelles et se lisant de gauche à droite[34].
  - le médecin Alcméon pratique la dissection d’animaux[35].

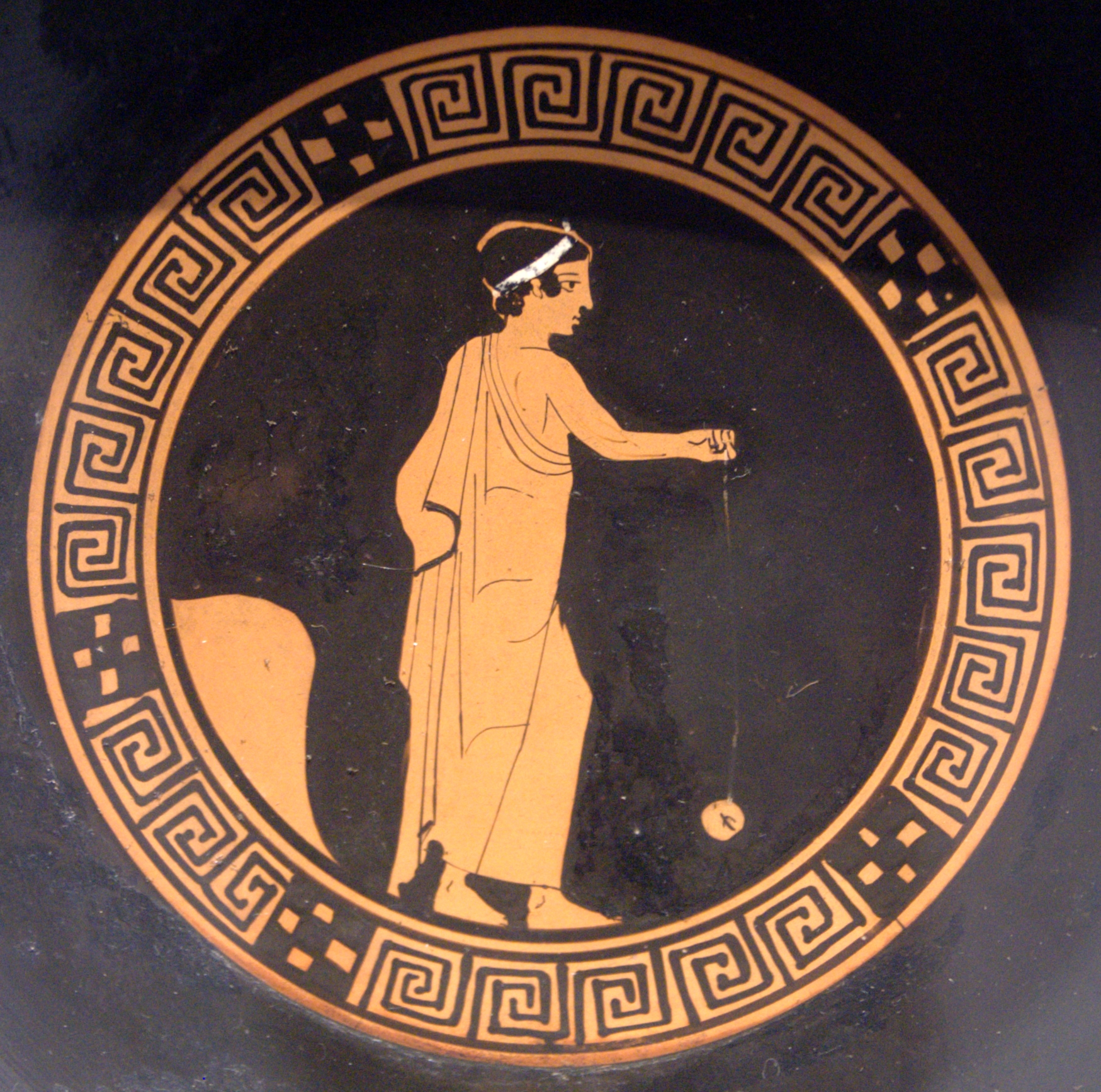
Garçon jouant au yo-yo. Médaillon d'un kylix attique à figures rouges, v. -440

- Vers 450 av. J.-C. : le jeu de la toupie grimpante, ou yo-yo, est connu en Grèce.

- Vers 430-420 av. J.-C. : Thucydide mentionne l’emploi d’un télégraphe optique par jeux de torches pendant la guerre du Péloponnèse[36].
- Ve siècle av. J.-C. :
  - la technique du moulage du cuivre à la cire perdue est connue à Sinthiou Bara au Sénégal[37].
  - grains de coriandre venus d’Asie méridionale retrouvés dans les kourganes de Pazyryk en Sibérie[38].
  - le premier exemple de tapis noués à la main sont enterrés dans la tombe 5 de Pazyryk[38].
  - apparition du moulin rotatif dans le nord-est de la péninsule ibérique, dès le début du siècle, voire dès la fin du VIe siècle av. J.-C. ; ce qui pourrait être un fragment de meule à grains rotative a été découvert à dans une sépulture de Byrsa à Carthage datée du dernier quart du VIe siècle av. J.-C. [39]. À la même époque se développe en Méditerranée occidentale le moulin à trémie de type « Olynthe », qui utilise un mouvement alternatif (moulin va-et-vient), attesté dans tout le monde grec classique pendant la deuxième moitié du premier millénaire avant notre ère .
  - en Grèce, la notion d'atome germe chez les philosophes présocratiques notamment Leucippe (environ 460-370 av. J.-C.) et Démocrite (atomisme)[40].
  - le philosophe grec Empédocle d’Agrigente signale l’emploi de la clepsydre (horloge à eau), pour mesurer le temps de parole dans les tribunaux athéniens, introduite selon Aristote par l’Ionien Anaxagore[41].
  - invention de l'arbalète et de la catapulte en Chine[10].
  - Mithékhos de Syracuse rédige un répertoire culinaire vers la fin du siècle[42].
  - en Grèce, utilisation dans les mines de lampes à huile en plomb ou en terre cuite[43].
- 500-300 av. J.-C. : perfectionnement des techniques en Grèce : traction, stéréotomie, exploitation minière, architecture, statuaire, urbanisme, musique, etc[42].